# Harcerstwo Polskie na Ukrainie
Harcerstwo Polskie na Ukrainie (HPnU) – polska organizacja harcerska działająca na Ukrainie w miejscach zamieszkania mniejszości polskiej – Małopolsce Wschodniej, Podolu i Wołyniu. Są to między innymi miasta Lwów, Winnica, Równe, Kostopol i Zdołbunów.
HPnU współpracuje z Związkiem Harcerstwa Rzeczypospolitej.

## Historia i działalność
W roku 1991 w Kręgu Instruktorów Harcerskich im. Andrzeja Małkowskiego (KIHAM) zrodziła się idea reaktywacji harcerstwa polskiego na Kresach, z myślą o  kształceniu i wychowywaniu młodzieży polskiego pochodzenia w duchu polskiej tożsamości narodowej i religijnej. Instruktorzy harcerscy z Przemyśla przyjechali wówczas do Mościsk, z Opola do Drohobycza, a z Kluczborka i Opola do Lwowa. Najbardziej skuteczne okazały się działania we Lwowie. W dwóch polskich szkołach nr 10 i 24 organizowano zbiórki, rozpoczęło się wyłanianie zastępów i wyjazdy na pierwsze obozy harcerskie do Polski. 
We Lwowie powstały trzy drużyny: Pierwsza lwowska męska drużyna „TROP” im. Andrzeja Małkowskiego, Trzecia lwowska żeńska drużyna „Kresowa Łąka” im. Jurka Bitschana oraz  w szkole nr 24 drużyna „PTAKI”. 
Dnia 12 maja 2007 roku harcerze we Lwowie otrzymali własną siedzibę – Stanicę Harcerską przy ulicy Kulparkowskiej 22. Mieści się ona w piętrowym domu, wyremontowanym i urządzonym ze środków Senatu RP. 
Stanica służy polskim harcerzom na Ukrainie, ale także gościnnie tym przybywającym z innych krajów, organizowane są tam m.in. kursy instruktorskie. 
Po poszukiwaniach Harcerze z Hufca „Barć” samodzielnie odnaleźli szczątki 111 ofiar rzezi wołyńskiej, zapewniając im pochówek na cmentarzu w Mościskach.

## Struktura Związku
W skład Harcerstwa Polskiego na Ukrainie na stan 2022 r. wchodzą:
Hufiec „Wołyń”
- 1 Kostopolska Drużyna Harcerska „Arka” im księdza Serafina Kaszuby
- 7 Kostopolska Drużyna Harcerska „Świt”
- 1 Rówieńska Drużyna Harcerska „Gwiazdozbiory”
- 18 Zdołbunowska Drużyna Harcerska „Skała” biskupa Adolfa Piotra Szelążka
- 29 Zdołbunowska Drużyna Harcerska „Horyzont” im. św. Teresy z Lisieux
- 20 Zdołbunowska Drużyna Wędrowników „Kresy” im. hm. Stanisława Bąka
- 1 Zdołbunowska Gromada Zuchowa „Leśni przyjaciele”

Hufiec „Barć”
- 1 Lwowska Męska Drużyna Harcerzy „Trop” im. Andrzeja Małkowskiego
- 1 Lwowska Gromada Zuchowa „Małe Leśne Skrzaty”
- 79 Wędrownicza Drużyna Harcerzy „Astra” im. Leopolda Ungeheuera

Hufiec „Wrzeciono”
- 3 Lwowska drużyna harcerek „Kresowa Łąka” im. Jurka Bitschana
- 11 Wędrownicza drużyna harcerek „Feniks” im. Stefanii Stipal

Pozostałe Hufce:
- 1 Winnicka Drużyna Harcerska „Orbis” im. bł. Piotra Jerzego Frassati